# 사과 다이어트
사과 다이어트는 원 푸드 다이어트(one food diet) 종류 중의 하나이다. 원 푸드 다이어트의 특징은 저탄수화물 식사 요법에서 올 수 있는 부작용을 막을 수 있으며, 지방을 적게 섭취해서 총섭취열량이 줄고, 동시에 동일한 열량을 지방으로 먹었을 때보다 음식을 풍부하게 먹을 수 있어 포만감을 느낄 수 있는 장점이 있다. 또한 식품을 쉽게 구할 수 있고, 비용과 시간을 절약 할 수 있다. 사과 다이어트는 보통 3일 동안 진행한다. 3일 이상 진행할 경우 전체적으로 영양 불균형이 초래되어 건강을 해칠 수 있다. 3일 동안 물과 사과로 식사를 대신하고 마지막 3번째 날에 올리브유 한 숟가락을 섭취한다. 올리브유를 섭취하는 이유는 장을 윤활시켜 3일 동안 제대로 활동하지 못했던 장을 자극하기 위해서이다. 사과 다이어트 기간 동안은 사과만 섭취하므로 위가 예민해진다. 따라서 이 기간 동안은 카페인이 함유된 녹차, 홍차, 커피 등은 삼가도록 한다. 사과는 껍질 채로 섭취하는 것이 좋다. 사과 껍질에는 섬유소의 일종인 ‘팩틴’이 많이 함유 되어있어서 장 운동에 큰 효과가 있다. 또한 사과에 함유된 유기산은 체내의 면역력을 증진시키는 데에도 도움이 된다고 알려져 있다. 보통 3~4kg 감량 효과가 있다고 알려져 있다.